# Шоу Ньюs
«Шоу Ньюs» — юмористическое скетч-шоу, выходившее на ТНТ; выпускалось творческим коллективом «Уральских пельменей», шоуранером, продюсером и ведущим шоу выступил Сергей Нетиевский.
Программа копирует структуру обычного выпуска новостей. В нашей студии ведущий зачитывает короткие анонсы, а также даёт «включение с места событий». Корреспонденты на выезде (агенты) появляются в «эфире» со своими подготовленными репортажами, либо в «прямом эфире с места события». Ведущий в студии общается с репортёром на месте, узнаёт подробности, а также связывает все сюжеты в одну линию по рубрикам и подытоживает репортажи корреспондентов. Кроме того, в передаче присутствуют специальные рубрики и репортажи, а также новости спорта, культуры и прогноз погоды; возможна реклама. В конце «новостного выпуска» ведущий подводит итог передачи.
Юмористическая составляющая построена на пародии узнаваемых элементов новостного выпуска.

## История
Впервые пародию на новости Сергей Нетиевский  сделал в 2006 году — на региональную новостную передачу «Вести-Урал». Было подготовлено четыре таких выпуска, которые вышли в эфирной сетке телеканала «Россия-Урал». Передача была полностью стилизована под новостной выпуск «Вести-Урал» — использовались заставка и декорации, а также структура передачи «Вести-Урал». В 2007 году совместно с компанией Comedy Club Production и «Вокруг Света-Продакшн» «Уральские пельмени» приступают к выпуску новостной передачи для телеканала ТНТ. Премьера состоялась 23 сентября 2007 года. На осень 2007 года было запланировано 6 выпусков. Передача «Шоу Ньюs» демонстрировала весьма высокие рейтинги, лишь немногим уступающие самым популярным передачам ТНТ и её было решено поставить в телевизионную сетку следующего года.

## Рейтинги
| Дата передачи    | Телевизионная неделя | Доля, % | Рейтинг, % | Место телеканала ТНТ | Примечание                                                            |
| ---------------- | -------------------- | ------- | ---------- | -------------------- | --------------------------------------------------------------------- |
| 23 сентября 2007 | 17.09—23.09.2007     | 9       | 2,6        | 6                    | По рейтингу на 0,6 % выше, а по доле на 0,2 % ниже, чем «Comedy club» |
| 30 сентября 2007 | 24.09—30.09.2007     | 7,2     | 2          | 9                    |                                                                       |
| 14 октября 2007  | 08.10—14.10.2007     | 9,2     | 2,6        | 8                    | По доле и по рейтингу выше, чем «Счастливы вместе» и «Убойная лига»   |
| 21 октября 2007  | 15.10—21.10.2007     | 9       | 2,5        | 10                   | По рейтингу равно с сериалом «Моя прекрасная няня»                    |

## Критика
Сергей Нетиевский, продюсер «Шоу Ньюs»:
«Многие умеют говорить, но не всем есть что сказать. Нам есть что сказать. В конце концов, мы придумаем новости, если их не будет хватать. Присутствие в студии „живых“ зрителей избавляет от необходимости в закадровом смехе. Наш зритель с мозгами выше среднего, ведь юмор — это тонкие энергии. Мы не хотим быть понятными, мы хотим быть понятыми! Новости и юмор — такого сочетания на телевидении в России еще не было!».

## Актёры
В «формировании» новостей принимала команда КВН «Уральские пельмени»:
- Сергей Нетиевский
- Дмитрий Брекоткин
- Андрей Рожков
- Дмитрий Соколов
- Вячеслав Мясников
- Екатерина Кудрявцева-Олинчук

## Закрытие
Последующие выпуски передачи давали невысокие  рейтинги.  После финансового кризиса в 2008 г производство шоу было прекращено.
Всего было создано 23 выпуска «Шоу Ньюs». Шесть выпусков вышли в сентябре — октябре 2007 года, пять выпусков в августе — сентябре 2009 года (7, 20—23 выпуски) и два выпуска в августе 2010 года (17—18 выпуски). 8—16 и 19 выпуски не были показаны в эфире.
Журналист газеты «Комсомольская правда» Павел Садков написал о недолгой судьбе программы:
«Экс-кавээнщики подготовили программу «Шоу-ньюс», где читали вечером «необычные новости», то есть фактически пародировали новостные шоу. Получалось на троечку, но по другой причине. Ребятам не хватало жёсткости и откровенности, принятых на ТНТ…».
В 2016 году обозреватель «Новой газеты» Слава Тарощина отозвалась о передаче в положительном ключе:
«Лет 10 назад, когда телевидение ещё не было зачищено до состояния невменяемости, выходила программа «Шоу Ньюs». То была очень смешная пародия на информационно-аналитическое вещание. Автор и ведущий Сергей Нетиевский, кавээнщик из «Уральских пельменей», не уставал повторять: «Мы крутые профессионалы, у нас руки по локоть в новостях». «Пельмени» оказались провидцами, вследствие чего передача просуществовала недолго. Образ телевизионного гуру, в котором беспринципность удачно сочетается с цинизмом и некомпетентностью, мигрировал от пародии к реальности. Единственное, чего не смогли предугадать талантливые авторы, — так это степень агрессии тех, кто по локоть в новостях».
Прямым наследником «Шоу Ньюs» Сергей Нетиевский считает выпущенное им юмористическое шоу «Ухо Москвы», позднее переименованное в «Ньюс-Баттл Профилактика», которое выходило в 2016—2017 годах на телеканале «Москва 24».